# Haemodipsus
Haemodipsus  – rodzaj wszy należący do rodziny Polyplacidae, pasożytujących na zającowatych i powodujących chorobę zwaną wszawicą.
Gatunki należące do tego rodzaju nie posiadają oczu. Antena składa się z 5 segmentów bez  dymorfizmu płciowego. Przednia i środkowa para nóg jest wyraźnie mniejsza i słabsza, zakończona słabym pazurem. Tylna para nóg wyraźnie większa i masywniejsza od pozostałych. 
Haemodipsus  stanowią rodzaj składający się obecnie z 6 gatunków:
- Haemodipsus africanus (Bedford, 1934)
- Haemodipsus conformalis (Blagoveshtchensky, 1965)
- Haemodipsus leporis (Blagoveshtchensky, 1966)
- Haemodipsus lyriocephalus
- Haemodipsus setoni
- Haemodipsus ventricosus